# Concas (Aude)
Concas d'Orbièl (en francès Conques-sur-Orbiel) un municipi francès, situat al departament de l'Aude i a la regió d'Occitània.